# Neopsittacus musschenbroekii
Il lorichetto beccogiallo (Neopsittacus musschenbroekii) è un uccello della famiglia degli Psittaculidi, endemico della Nuova Guinea.